# MTV Movie Award al miglior film
L'MTV Movie Award per il miglior film (MTV Movie Award for Best Movie o Movie of the Year) è un premio cinematografico statunitense assegnato annualmente dal 1992.

## Vincitori e candidati
I vincitori sono indicati in grassetto, a seguire gli altri candidati.

### Anni 1992-1999
- 1992: Terminator 2 - Il giorno del giudizio (Terminator 2: Judgment Day), regia di James Cameron
  - Fuoco assassino (Backdraft), regia di Ron Howard
  - Boyz n the Hood - Strade violente (Boyz N the Hood), regia di John Singleton
  - JFK - Un caso ancora aperto (JFK), regia di Oliver Stone
  - Robin Hood - Principe dei ladri (Robin Hood: Prince of Thieves), regia di Kevin Reynolds
- 1993: Codice d'onore (A Few Good Men), regia di Rob Reiner
  - Aladdin, regia di Ron Clements e John Musker
  - Basic Instinct, regia di Paul Verhoeven
  - Guardia del corpo (The Bodyguard), regia di Mick Jackson
  - Malcolm X, regia di Spike Lee
- 1994: Nella giungla di cemento (Menace II Society), regia di Albert e Allen Hughes
  - Il fuggitivo (The Fugitive), regia di Andrew Davis
  - Jurassic Park, regia di Steven Spielberg
  - Philadelphia, regia di Jonathan Demme
  - Schindler's List - La lista di Schindler, regia di Steven Spielberg
- 1995: Pulp Fiction, regia di Quentin Tarantino
  - Il corvo - The Crow (The Crow), regia di Alex Proyas
  - Forrest Gump, regia di Robert Zemeckis
  - Intervista col vampiro (Interview with the Vampire), regia di Neil Jordan
  - Speed, regia di Jan de Bont
- 1996: Seven, regia di David Fincher
  - Apollo 13, regia di Ron Howard
  - Braveheart - Cuore impavido (Braveheart), regia di Mel Gibson
  - Ragazze a Beverly Hills (Clueless), regia di Amy Heckerling
  - Pensieri pericolosi (Dangerous Minds), regia di John N. Smith
- 1997: Scream, regia di Wes Craven
  - Independence Day, regia di Roland Emmerich
  - Jerry Maguire, regia di Cameron Crowe
  - The Rock, regia di Michael Bay
  - Romeo + Giulietta di William Shakespeare (William Shakespeare's Romeo + Juliet), regia di Baz Luhrmann
- 1998: Titanic, regia di James Cameron
  - Austin Powers - Il controspione (Austin Powers: International Man of Mystery), regia di Jay Roach
  - Face/Off - Due facce di un assassino (Face/Off), regia di John Woo
  - Will Hunting - Genio ribelle (Good Will Hunting), regia di Gus Van Sant
  - Men in Black, regia di Barry Sonnenfeld
- 1999: Tutti pazzi per Mary (There's Something About Mary), regia di Peter e Bobby Farrelly
  - Fuori in 60 secondi (Gone in 60 Seconds), regia di Dominic Sena
  - Salvate il soldato Ryan (Saving Private Ryan), regia di Steven Spielberg
  - Shakespeare in Love, regia di John Madden
  - The Truman Show, regia di Peter Weir

### Anni 2000-2009
- 2000: Matrix (The Matrix), regia di Andy e Larry Wachowski
  - American Beauty, regia di Sam Mendes
  - American Pie, regia di Paul Weitz
  - Austin Powers - La spia che ci provava (Austin Powers: The Spy Who Shagged Me), regia di Jay Roach
  - Il sesto senso (The Sixth Sense), regia di M. Night Shyamalan
- 2001: Il gladiatore (Gladiator), regia di Ridley Scott
  - La tigre e il dragone (Crouching Tiger, Hidden Dragon), regia di Ang Lee
  - Erin Brockovich - Forte come la verità (Erin Brockovich), regia di Steven Soderbergh
  - Hannibal, regia di Ridley Scott
  - X-Men, regia di Bryan Singer
- 2002: Il Signore degli Anelli - La Compagnia dell'Anello (The Lord of the Rings: The Fellowship of the Ring), regia di Peter Jackson
  - Black Hawk Down - Black Hawk abbattuto, regia di Ridley Scott
  - Fast and Furious (The Fast and the Furious), regia di Rob Cohen
  - La rivincita delle bionde (Legally Blonde), regia di Robert Luketic
  - Shrek, regia di Andrew Adamson e Vicky Jenson
- 2003: Il Signore degli Anelli - Le due torri (The Lord of the Rings: The Two Towers), regia di Peter Jackson
  - La bottega del barbiere, regia di Tim Story
  - 8 Mile, regia di Curtis Hanson
  - The Ring, regia di Gore Verbinski
  - Spider-Man, regia di Sam Raimi
- 2004: Il Signore degli Anelli - Il ritorno del re (The Lord of the Rings: The Return of the King), regia di Peter Jackson
  - Alla ricerca di Nemo (Finding Nemo), regia di Andrew Stanton
  - X-Men 2 (X2: X-Men United), regia di Bryan Singer
  - 50 volte il primo bacio (50 First Dates), regia di Peter Segal
  - La maledizione della prima luna (Pirates of the Caribbean: The Curse of the Black Pearl), regia di Gore Verbinski
- 2005: Napoleon Dynamite, regia di Jared Hess
  - Kill Bill: Volume 2, regia di Quentin Tarantino
  - Gli Incredibili - Una "normale" famiglia di supereroi (The Incredibles), regia di Brad Bird
  - Spider-Man 2, regia di Sam Raimi
  - Ray, regia di Taylor Hackford
- 2006: 2 single a nozze - Wedding Crashers (Wedding Crashers), regia di David Dobkin
  - 40 anni vergine (The 40-Year Old Virgin), regia di Judd Apatow
  - Batman Begins, regia di Christopher Nolan
  - King Kong, regia di Peter Jackson
  - Sin City, regia di Robert Rodriguez e Frank Miller
- 2007: Pirati dei Caraibi - La maledizione del forziere fantasma (Pirates of the Caribbean: Dead Man's Chest), regia di Gore Verbinski
  - 300, regia di Zack Snyder
  - Blades of Glory - Due pattini per la gloria (Blades of Glory), regia di Will Speck e Josh Gordon
  - Borat - Studio culturale sull'America a beneficio della gloriosa nazione del Kazakistan (Borat: Cultural Learnings of America for Make Benefit Glorious Nation of Kazakhstan), regia di Larry Charles
  - Little Miss Sunshine, regia di Jonathan Dayton e Valerie Faris
- 2008: Transformers, regia di Michael Bay
  - Io sono leggenda (I Am Legend), regia di Francis Lawrence
  - Juno, regia di Jason Reitman
  - Il mistero delle pagine perdute - National Treasure (National Treasure: Book of Secrets), regia di Jon Turteltaub
  - Pirati dei Caraibi - Ai confini del mondo (Pirates of the Caribbean: At World's End), regia di Gore Verbinski
  - Su×bad - Tre menti sopra il pelo (Superbad), regia di Greg Mottola
- 2009: Twilight, regia di Catherine Hardwicke
  - Il cavaliere oscuro (The Dark Knight), regia di Christopher Nolan
  - High School Musical 3: Senior Year, regia di Kenny Ortega
  - Iron Man, regia di Jon Favreau
  - The Millionaire (Slumdog Millionaire), regia di Danny Boyle

### Anni 2010-2019
- 2010: The Twilight Saga: New Moon, regia di Chris Weitz
  - Alice in Wonderland, regia di Tim Burton
  - Avatar, regia di James Cameron
  - Harry Potter e il principe mezzosangue (Harry Potter and the Half-Blood Prince), regia di David Yates
  - Una notte da leoni (The Hangover), regia di Todd Phillips
- 2011: The Twilight Saga: Eclipse, regia di David Slade
  - Il cigno nero (Black Swan), regia di Darren Aronofsky
  - Harry Potter e i Doni della Morte - Parte 1 (Harry Potter and the Deathly Hallows: Part 1), regia di David Yates
  - Inception, regia di Christopher Nolan
  - The Social Network, regia di David Fincher
- 2012: The Twilight Saga: Breaking Dawn - Parte 1 (The Twilight Saga: Breaking Dawn - Part 1), regia di Bill Condon
  - Le amiche della sposa (Bridesmaids), regia di Paul Feig
  - Hunger Games (The Hunger Games), regia di Gary Ross
  - Harry Potter e i Doni della Morte - Parte 2 (Harry Potter and the Deathly Hallows: Part 2), regia di David Yates
  - The Help, regia di Tate Taylor
- 2013: The Avengers, regia di Joss Whedon
  - Il cavaliere oscuro - Il ritorno (The Dark Knight Rises), regia di Christopher Nolan
  - Django Unchained, regia di Quentin Tarantino
  - Il lato positivo - Silver Linings Playbook (Silver Linings Playbook), regia di David O. Russell
  - Ted, regia di Seth MacFarlane
- 2014: Hunger Games: La ragazza di fuoco (The Hunger Games: Catching Fire), regia di Francis Lawrence
  - 12 anni schiavo (12 Years a Slave), regia di Steve McQueen
  - American Hustle - L'apparenza inganna (American Hustle), regia di David O. Russell
  - Lo Hobbit - La desolazione di Smaug (The Hobbit: The Desolation of Smaug), regia di Peter Jackson
  - The Wolf of Wall Street, regia di Martin Scorsese
- 2015: Colpa delle stelle (The Fault in Our Stars), regia di Josh Boone
  - American Sniper, regia di Clint Eastwood
  - Hunger Games: Il canto della rivolta - Parte 1 (The Hunger Games: Mockingjay - Part 1), regia di Francis Lawrence
  - Guardiani della Galassia (Guardians of the Galaxy), regia di James Gunn
  - L'amore bugiardo - Gone Girl (Gone Girl), regia di David Fincher
  - Boyhood, regia di Richard Linklater
  - Whiplash, regia di Damien Chazelle
  - Selma - La strada per la libertà (Selma), regia di Ava DuVernay[1][2]
- 2016: Star Wars - Il risveglio della Forza (Star Wars: The Force Awakens), regia di J. J. Abrams
  - Avengers: Age of Ultron, regia di Joss Whedon
  - Creed - Nato per combattere (Creed), regia di Ryan Coogler
  - Deadpool, regia di Tim Miller
  - Jurassic World, regia di Colin Trevorrow
  - Straight Outta Compton, regia di F. Gary Gray
- 2017: La Bella e la Bestia (Beauty and the Beast), regia di Bill Condon[3]
  - Scappa - Get Out (Get Out), regia di Jordan Peele
  - Logan: The Wolverine (Logan), regia di James Mangold
  - Rogue One: A Star Wars Story, regia di Gareth Edwards
  - 17 anni (e come uscirne vivi) (The Edge of Seventeen), regia di Kelly Fremon Craig
- 2018: Black Panther, regia di Ryan Coogler[4]
  - Avengers: Infinity War, regia di Anthony e Joe Russo
  - It, regia di Andrés Muschietti
  - Il viaggio delle ragazze (Girls Trip), regia di Malcolm D. Lee
  - Wonder Woman, regia di Patty Jenkins
- 2019: Avengers: Endgame, regia di Anthony e Joe Russo[5]
  - BlacKkKlansman, regia di Spike Lee
  - Spider-Man - Un nuovo universo (Spider-Man: Into the Spider-Verse), regia di Bob Persichetti, Peter Ramsey e Rodney Rothman
  - Tutte le volte che ho scritto ti amo (To All the Boys I've Loved Before), regia di Susan Johnson
  - Noi (Us), regia di Jordan Peele

### Anni 2020-2029
- 2021[6]: Tua per sempre (To All the Boys: Always and Forever), regia di Michael Fimognari (2021)
  - Una donna promettente (Promising Young Woman), regia di Emerald Fennell
  - Judas and the Black Messiah, regia di Shaka King
  - Soul, regia di Pete Docter
  - Borat - Seguito di film cinema (Borat Subsequent Moviefilm: Delivery of Prodigious Bribe to American Regime for Make Benefit Once Glorious Nation of Kazakhstan), regia di Jason Woliner (2020)
- 2022[7]: 'Spider-Man: No Way Home, regia di Jon Watts
  - Scream, regia di Matt Bettinelli-Olpin e Tyler Gillett
  - The Batman, regia di Matt Reeves
  - The Adam Project, regia di Shawn Levy
  - Shang-Chi e la leggenda dei Dieci Anelli (Shang-Chi and the Legend of the Ten Rings), regia di Destin Daniel Cretton
  - Dune, regia di Denis Villeneuve